# 福田一
福田 一（ふくだ はじめ、1902年〈明治35年〉4月1日 - 1997年〈平成9年〉9月2日）は、日本の政治家、自由民主党所属の衆議院議員、衆議院議長（第62代）。自民党では大野派→福田グループに属した後に、無派閥となる。

## 来歴・人物
福井県出身。東京府立三中（現在の東京都立両国高等学校）、旧制一高を経て、1927年東京帝国大学法学部仏法科卒業。同盟通信記者を経て衆議院議員に。通産大臣、自治大臣、法務大臣などを歴任した。通産大臣時代には小説「官僚たちの夏」に描かれた今井善衛と佐橋滋との間の事務次官人事抗争に介入し、存在感を見せ付けたこともある。
自治大臣在任中、1975年1月21日、参議院決算委員会で「私は市川（房枝）さんほど国民を尊敬していない」と述べたため、野党の反発を招き、発言の取り消しを要求された。このため、当該発言を取り消して陳謝した。
ひめゆりの塔事件時の自治大臣兼国家公安委員会委員長でもある。三木武夫首相以下、三木内閣の閣僚らが事件前には楽観論に基づき警備人員を削減した後、いざ事件が起こると警備責任者だった佐々淳行を叱責したのに対し、皇太子明仁親王夫妻の無事を聞いた福田は「よかったなー、佐々君は最初から火炎瓶が飛ぶって言ってたもんな」と安堵したという。後に佐々は福田を「頭の中で最悪の地獄図を想定していた危機管理のリーダーの理想」と評している。
1975年6月、東京・日本武道館で行われた佐藤栄作元首相の国民葬で、三木首相（当時）が右翼の男に殴られて負傷した事件では、発生4時間後に当時国家公安委員長の福田が記者会見を開いた。会見で「警察庁長官以下幹部を呼び、責任の所在を明らかにするよう指示した」と述べ、事件について「誠に申し訳なく思っている」と謝罪した。
法務大臣在任中にダッカ日航機ハイジャック事件が発生、神谷尚男検事総長らと共に犯人釈放に断固反対したが、福田赳夫首相の超法規的措置方針に逆らえず、犯人側の要求に屈する形で勾留中の日本赤軍メンバーを釈放、周囲の慰留を振り切って大臣を引責辞任した。
北陸新幹線のルート・工事区間が発表された時、その案は「福井駅」までであったが、一夜明けると唐突に南越（武生）駅（福田の選挙基盤）まで延びていた。これは元々の折衝では南越駅（越前たけふ駅の仮称）までの案となっていたのが、福田の知らぬところで福井駅までの案に削減されていたため、福田がその夜、担当者らを怒鳴りつけ、翌朝こっそりと急遽変更となったと伝えられた。
1980年7月、第62代衆議院議長に就任。ロッキード事件で田中角栄元首相に一審有罪判決が出た際、野党が田中角栄議員辞職勧告決議上程を強硬に求め国会が空転。福田は衆議院議長として木村睦男参議院議長と連名で、政府重要法案の審議促進を条件に解散総選挙を行う斡旋案を与野党に提示。与野党が合意したため、衆議院解散となった（田中判決解散）。
消費税法案が国会採決された際、自民党長老であった福田は反対（青票）に投票。かつ成立後に自民党を単独離党する。「選挙区民に消費税導入はないと説明していたのに、示しがつかない。有権者を裏切ることはできない。これは自民党が自分を裏切ったのである」という理由からである。慌てた自民党は首相や首相経験者、党幹部、派閥会長などを派遣し説得に努めたが、福田は頑として聞かなかった。
政界引退後、選挙基盤の後援会の一部が娘婿を擁立しようとしたが、福田自身は「政治は世襲ではない」と言い放ち、全く応援をしなかった。選挙対策側は福田の「一」の字を折り込んだポスターを作成するなど苦心したが、有力な後援者や一般の有権者らも福田に同調したため、娘婿は落選した。
地元では「ピンさん」と呼ばれ敬愛されていた。

## 経歴
- 1949年1月 衆議院議員初当選。
- 1962年7月 通商産業大臣（第2次池田勇人内閣）
- 1972年7月 自治大臣・北海道開発庁長官（第1次田中内閣）
- 1974年11月 自治大臣・国家公安委員会委員長・北海道開発庁長官(第2次田中内閣・三木内閣)
- 1976年12月 法務大臣（福田赳夫内閣）
- 1980年7月 第62代衆議院議長
- 1990年1月 政界引退　同年、日本棋院より第21回大倉喜七郎賞が授与された。
- 1997年9月 板橋日大病院にて肺炎のため死去（享年95）

## 選挙歴
| 当落                          | 選挙                         | 施行日         | 選挙区       | 政党       | 得票数  | 得票率 | 得票順位 /候補者数 | 比例区 | 比例順位 /候補者数 |
| ----------------------------- | ---------------------------- | -------------- | ------------ | ---------- | ------- | ------ | ------------------ | ------ | ------------------ |
| 落                            | 第22回衆議院議員総選挙       | 1946年4月10日  | 福井県全県区 | 日本自由党 | 15,962  | 3.1    | 13/39              | -      | -                  |
| 落                            | 第22回衆議院議員総選挙再選挙 | 1946年5月31日  | 福井県全県区 | 日本自由党 | 20,410  | 11.1   | 5/9                | -      | -                  |
| 落                            | 第23回衆議院議員総選挙       | 1947年4月25日  | 福井県全県区 | 日本自由党 | 20,545  | 6.9    | 9/17               | -      | -                  |
| 当                            | 第24回衆議院議員総選挙       | 1949年1月23日  | 福井県全県区 | 民主自由党 | 36,624  | 11.3   | 2/14               | -      | -                  |
| 当                            | 第25回衆議院議員総選挙       | 1952年10月1日  | 福井県全県区 | 自由党     | 49,738  | 13.9   | 3/11               | -      | -                  |
| 当                            | 第26回衆議院議員総選挙       | 1953年4月19日  | 福井県全県区 | 自由党     | 52,395  | 15.0   | 2/10               | -      | -                  |
| 落                            | 第27回衆議院議員総選挙       | 1955年2月27日  | 福井県全県区 | 自由党     | 45,831  | 12.7   | 6/9                | -      | -                  |
| 当                            | 第28回衆議院議員総選挙       | 1958年5月22日  | 福井県全県区 | 自由民主党 | 58,831  | 15.8   | 3/8                | -      | -                  |
| 当                            | 第29回衆議院議員総選挙       | 1960年11月20日 | 福井県全県区 | 自由民主党 | 67,088  | 18.1   | 2/8                | -      | -                  |
| 当                            | 第30回衆議院議員総選挙       | 1963年11月21日 | 福井県全県区 | 自由民主党 | 79,751  | 20.4   | 1/9                | -      | -                  |
| 当                            | 第31回衆議院議員総選挙       | 1967年1月29日  | 福井県全県区 | 自由民主党 | 81,147  | 21.3   | 1/6                | -      | -                  |
| 当                            | 第32回衆議院議員総選挙       | 1969年12月27日 | 福井県全県区 | 自由民主党 | 65,277  | 16.6   | 3/8                | -      | -                  |
| 当                            | 第33回衆議院議員総選挙       | 1972年12月10日 | 福井県全県区 | 自由民主党 | 81,991  | 19.8   | 2/8                | -      | -                  |
| 当                            | 第34回衆議院議員総選挙       | 1976年12月5日  | 福井県全県区 | 自由民主党 | 65,370  | 14.2   | 1/11               | -      | -                  |
| 当                            | 第35回衆議院議員総選挙       | 1979年10月7日  | 福井県全県区 | 自由民主党 | 105,061 | 25.2   | 1/6                | -      | -                  |
| 当                            | 第36回衆議院議員総選挙       | 1980年6月22日  | 福井県全県区 | 自由民主党 | 94,175  | 20.0   | 3/6                | -      | -                  |
| 当                            | 第37回衆議院議員総選挙       | 1983年12月18日 | 福井県全県区 | 自由民主党 | 106,285 | 24.1   | 1/8                | -      | -                  |
| 当                            | 第38回衆議院議員総選挙       | 1986年7月6日   | 福井県全県区 | 自由民主党 | 95,104  | 20.3   | 3/7                | -      | -                  |
| 当選回数14回 （衆議院議員14） |                              |                |              |            |         |        |                    |        |                    |

## 栄典
- 1982年9月3日　イタリア共和国功労勲章カヴァリエーレ・ディ・グラン・クローチェ
- 1984年11月3日　勲一等旭日桐花大綬章

## 演じた俳優
- 和崎俊哉（『小説吉田学校』、1983年）